# Skalička (okres Přerov)
Skalička je obec ležící v okrese Přerov v Olomouckém kraji. Žije zde 667 obyvatel.
Součástí obce byla jako jedna ze dvou základních sídelních jednotek i nedaleká osada Kamenec, která však byla[kdy?] přičleněna k obci Zámrsky, neboť ležela v jejím katastrálním území.

## Historie
Skalička původně nesla název Skalka. První písemný záznam o Skaličce pochází z roku 1328. Uvádí se, že Skalička je manským statkem olomouckých biskupů. Od 16. století, kdy již ve Skaličce stál dřevěný zámek, se majitelé poměrně často střídali. Počátkem 19. století začala přestavba dřevěného zámku na cihlový. Roku 1878 koupilo zámek arcibiskupství olomoucké, které jej užívalo jako letní sídlo. Dne 14. listopadu 1924 prodalo arcibiskupství zámek členkám laické Družiny cyrilometodějské, které zde od června 1925 zřídily ústav pro zdravotně postižené děti (Ústav Cyrilo-Metodějský pro epileptické děti; Ústav pro dívky epileptické a slabomyslné). Skalička (tzv. Skalička u Hranic) byla prvním působištěm členek pozdější kongregace v tehdejším Československu. V roce 1930 se zámek stal majetkem Kongregace sester sv. Cyrila a Metoděje schválené v roce 1928.
S nástupem socialismu řídil charitní péči veškerých církevních organizací od roku 1949 Státní úřad pro věci církevní. V roce 1956 byl ústav přejmenován na „Dětský ošetřovací ústav české katolické Charity“. (V 50. letech zde bylo umístěno 80 dívek.) Od 1. ledna 1960 připadl ústav pod státní správu a byl řízen okresním národním výborem. Zařízení bylo přejmenováno na „Ústav sociální péče pro děti a mládež“. (V roce 1957 v zařízení pracovalo 22 řádových sester, v roce 1987 již jen osm a rok na to odešla poslední řádová sestra.) V roce 1997 došlo ke změně názvu na „Ústav sociální péče pro mládež a dospělé“. V roce 2007 bylo sociální zařízení přejmenováno na „Domov Větrný mlýn“ (v souladu se zřízením domovů pro osoby se zdravotním postižením dle § 34 zákona 108/2006 Sb., o sociálních službách).

## Přírodní prostředí
Okolí řeky Bečvy u Skaličky je ukázkou zachovalé přírody s fascinujícími scenériemi. Tok tady přirozeně meandruje, stromy jsou volně popadané do vody, nacházejí se tu rozsáhlé štěrkové lavice a vyskytuje se zde množství vzácných živočichů. „V celé České republice můžete nalézt snad jen dvě nebo tři srovnatelné lokality,“ dodal předseda Východomoravské pobočky České společnosti entomologické Dušan Trávníček a zdůraznil unikátnost zkoumaného území. Bečva je poslední větší štěrkonosnou řekou, na jejímž toku není vybudována přehrada. Namísto zvažované výstavby vodního díla Skalička by měla být zvažována taková systémová řešení, která by minimalizovala nebezpečí povodní a současně řešila optimální zadržování (retenci) vody v krajině.

## Obecní správa
Od 1. července 1983 do 23. listopadu 1990 k obci patřily Zámrsky.

## Památky
- Zámek s parkem
- Socha svatého Jana Nepomuckého z roku 1712 v zámeckém parku
- Zvonička na návsi, která byla pravděpodobně postavena na počátku 18. století
- Červekův větrný mlýn z počátku 19. století se staršími součástmi
- Lesní kaple, první zmínka o kapli pochází z roku 1842
- Socha Panny Marie
- Kaple sv. Theodora

## Galerie

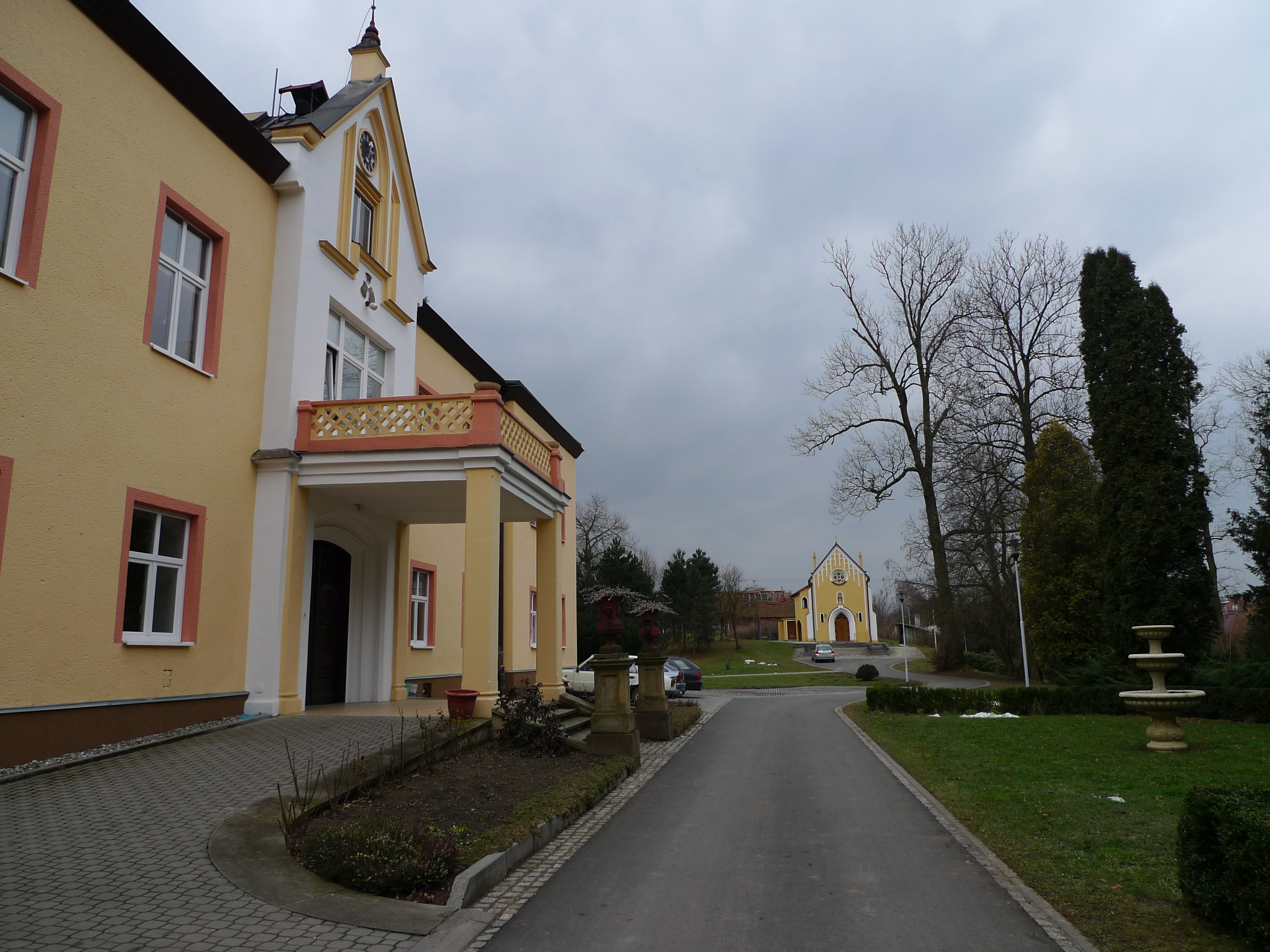
Zámek, dnes Domov Větrný mlýn
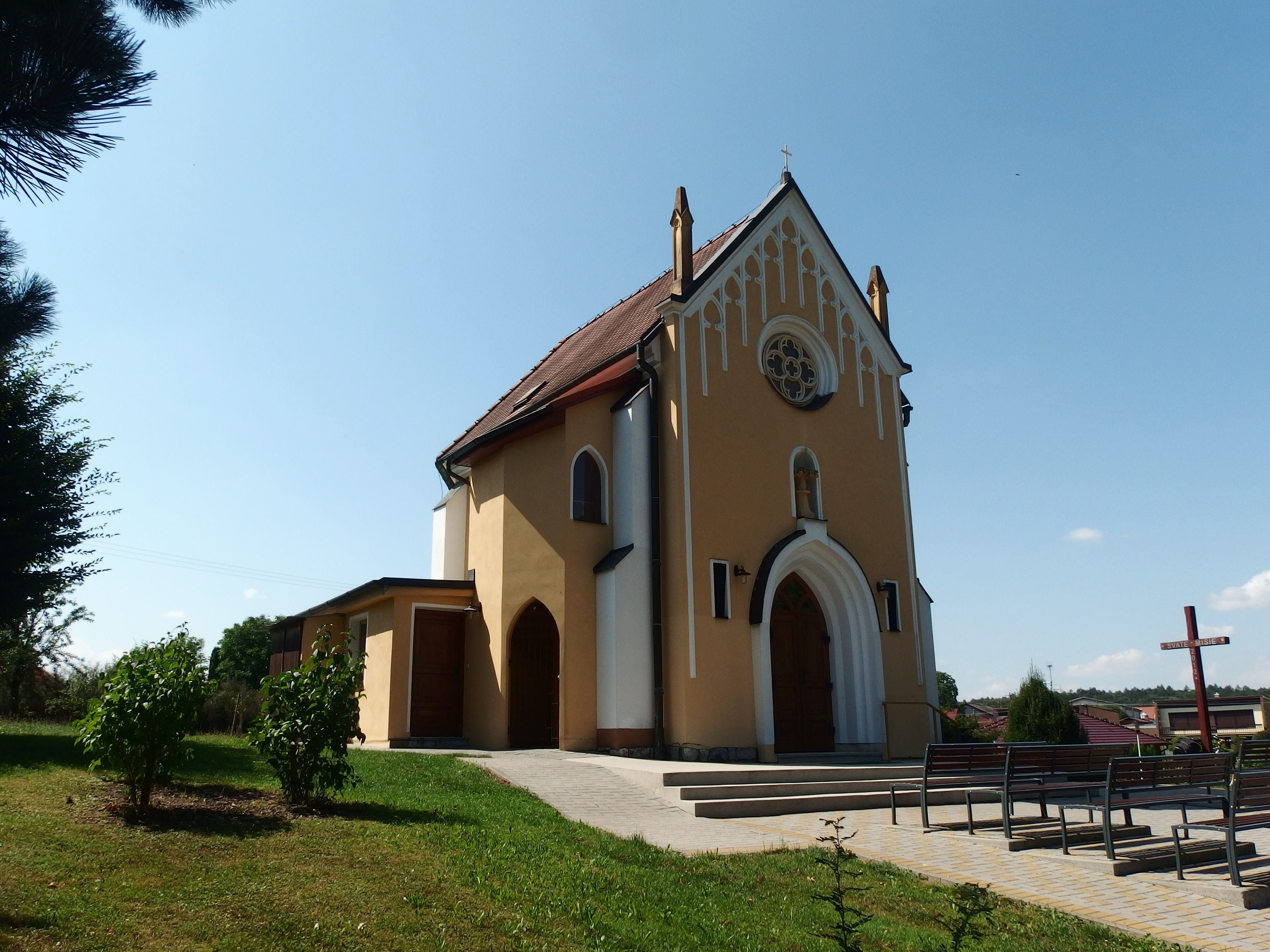
Zámecká kaple sv. Theodora (zvaná též Lesní)
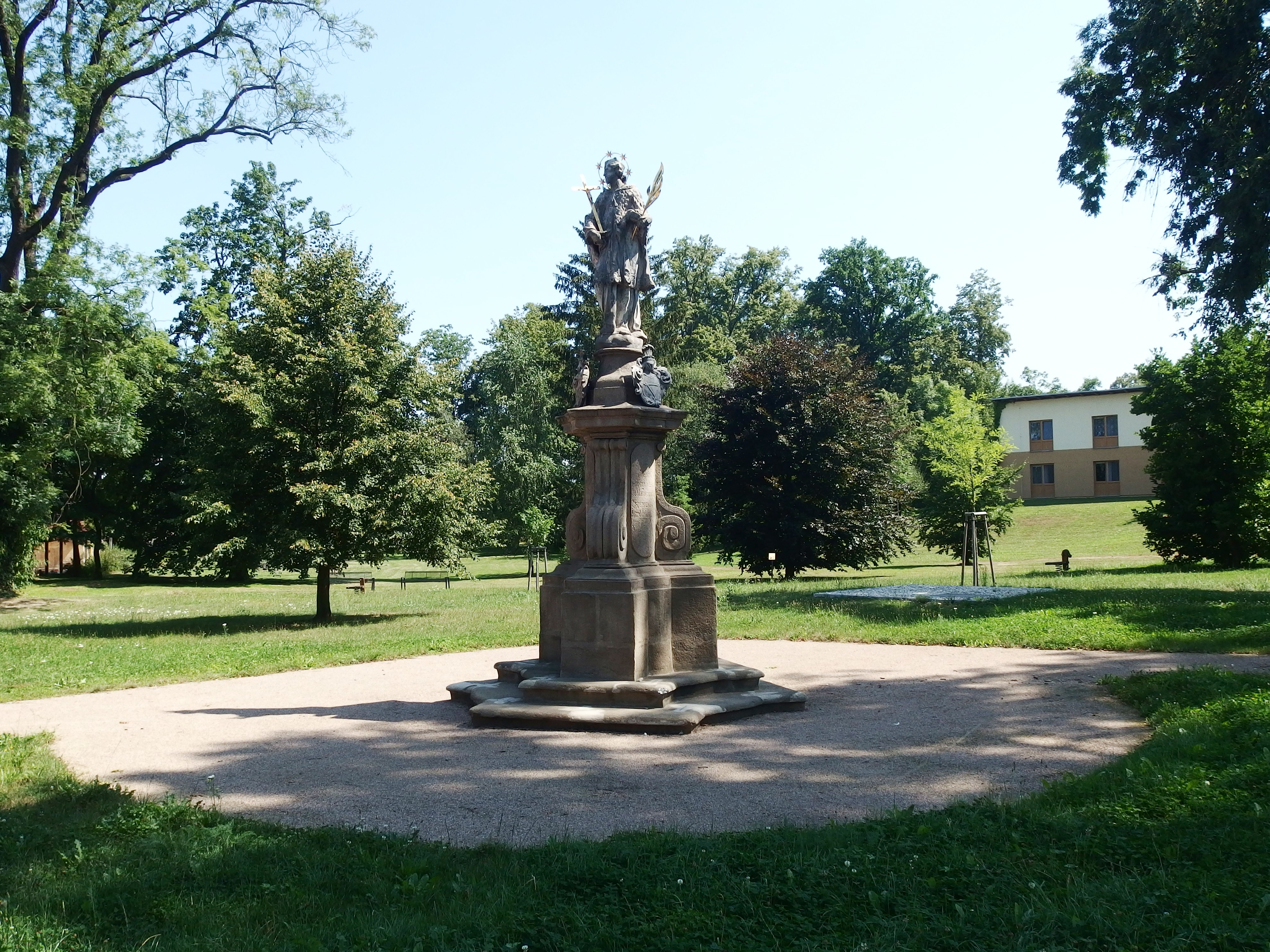
Socha Jana Nepomuckého v zámeckém parku
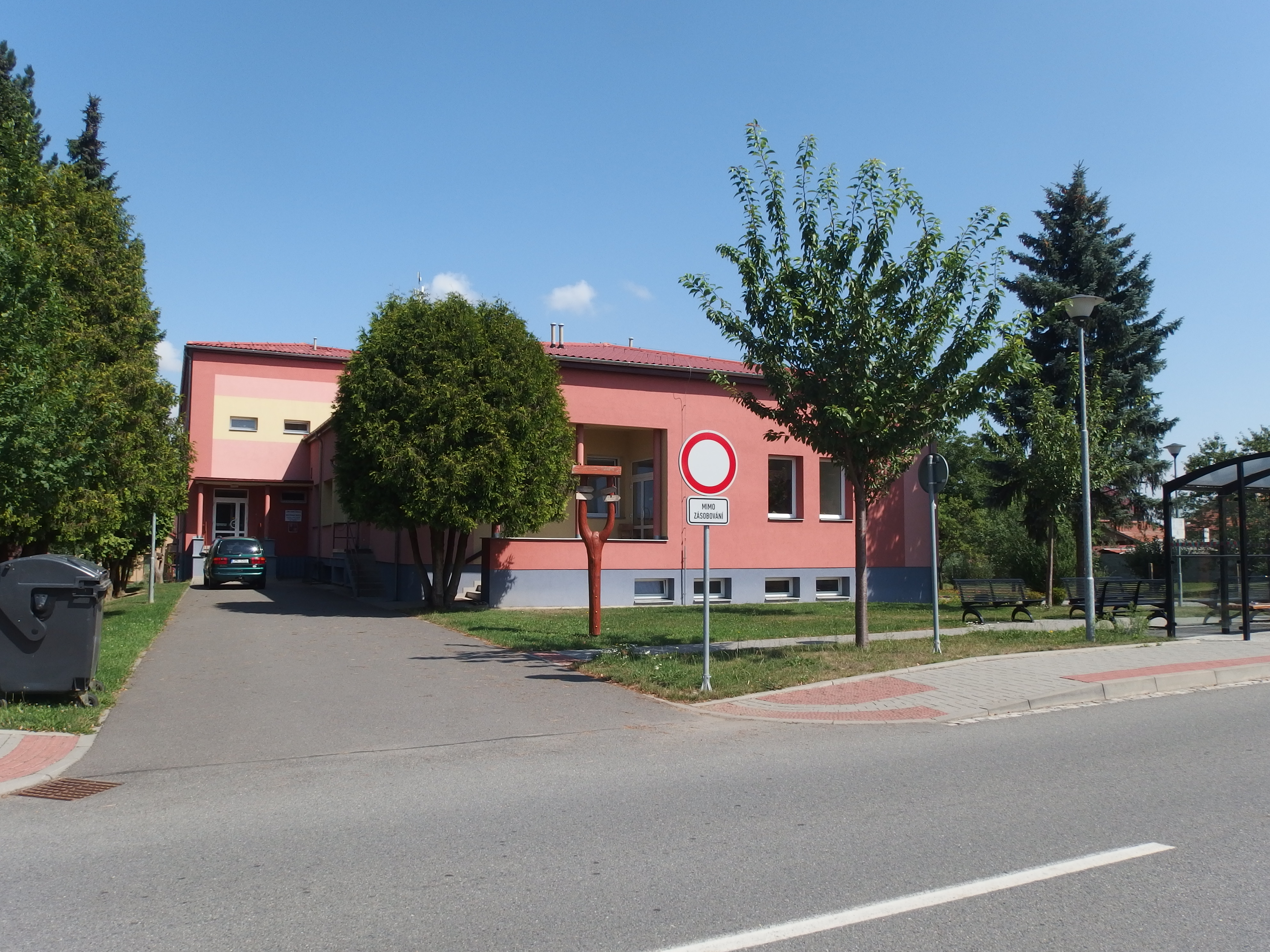
Obecní úřad
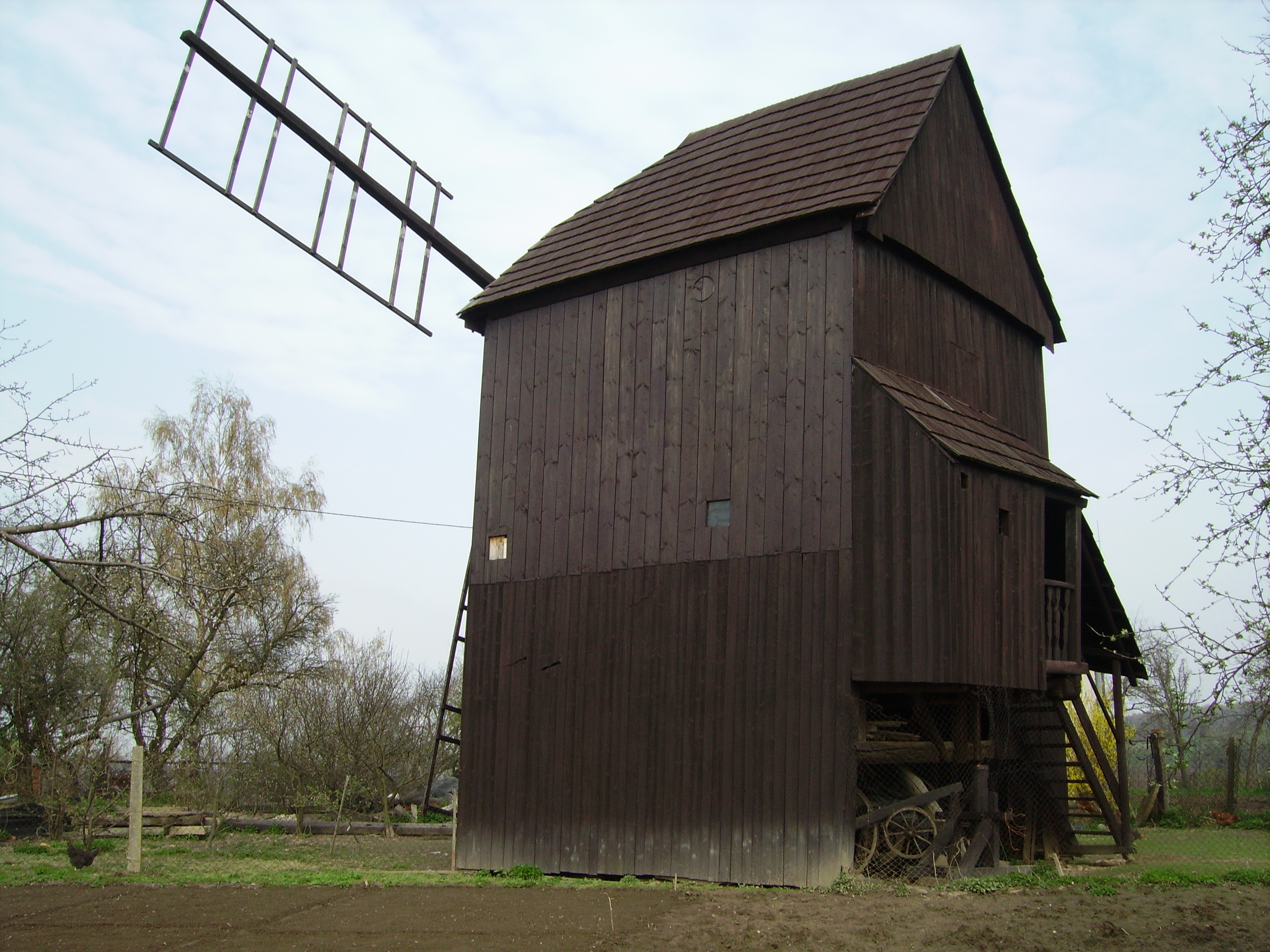
Větrný mlýn německého typu